# Shuangyuan (sockenhuvudort i Kina, Jiangxi Sheng, lat 25,49, long 115,30)
Shuangyuan är en sockenhuvudort i Kina. Den ligger i provinsen Jiangxi, i den sydöstra delen av landet, omkring 360 kilometer söder om provinshuvudstaden Nanchang. Antalet invånare är 5 870. Befolkningen består av 2 943 kvinnor och 2 927 män. Barn under 15 år utgör 27,0 %, vuxna 15-64 år 63 %, och äldre över 65 år 8,0 %.
Runt Shuangyuan är det ganska tätbefolkat, med 129 invånare per kvadratkilometer. Närmaste större samhälle är Longbu, 7,9 km öster om Shuangyuan. I omgivningarna runt Shuangyuan växer i huvudsak blandskog.
Genomsnittlig årsnederbörd är 1 895 millimeter. Den regnigaste månaden är maj, med i genomsnitt 339 mm nederbörd, och den torraste är oktober, med 17 mm nederbörd.